# Lučine
Lučine – wieś w Słowenii, w gminie Gorenja vas-Poljane. W 2018 roku liczyła 175 mieszkańców.